# Aitarak (Motael)
Aitarak (deutsch Dorn) ist ein Stadtteil der osttimoresischen Landeshauptstadt Dili.

## Geographie

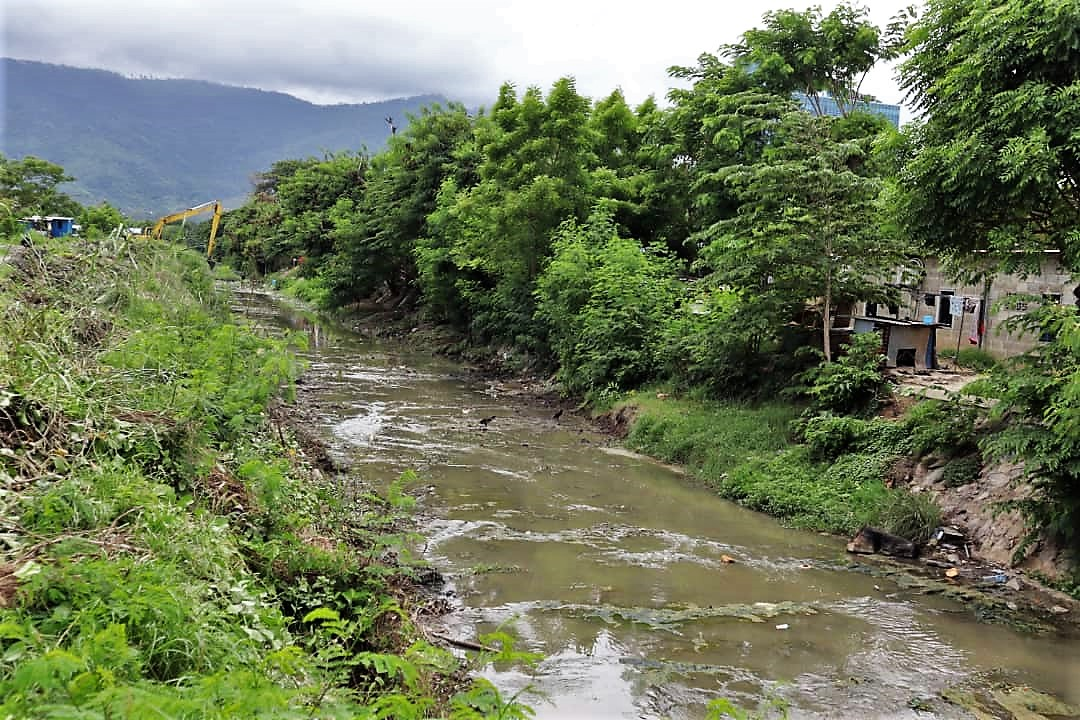
Blick über den Maloa nach Aitarak Laran

Aitarak liegt im Nordwesten des Sucos Motael an der Küste der Bucht von Dili. Östlich der Rua dos Direitos Humanos liegt der Stadtteil Palapaso, südöstlich Farol und südlich Bebora. An der Westgrenze zum Suco Kampung Alor entlang fließt der Fluss Maloa, der aber nur zur Regenzeit Wasser führt. Jenseits davon liegt der Stadtteil Aitarak Laran. Entlang der Küste verläuft die Avenida de Portugal.

## Sehenswürdigkeiten und Einrichtungen

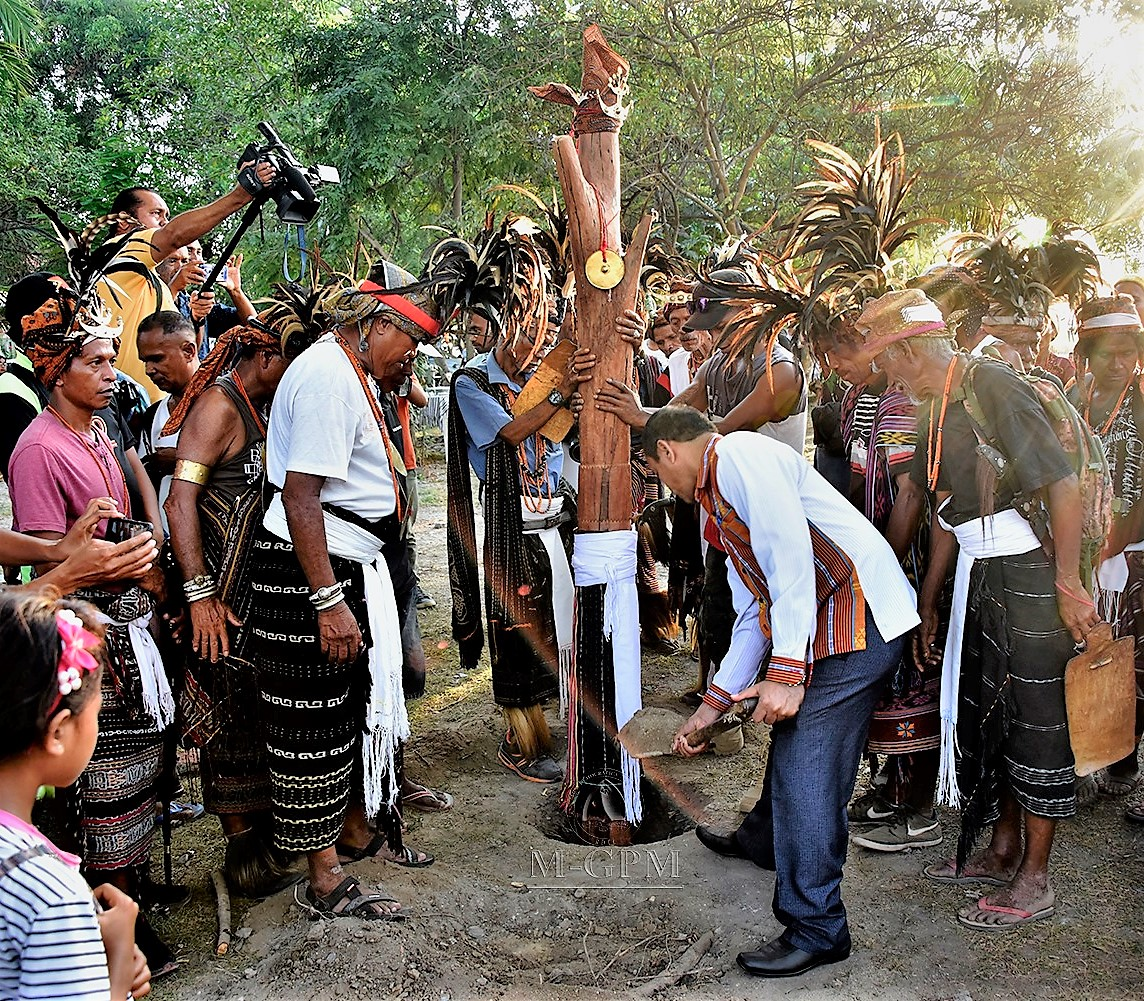
Zeremonielles Aufstellen eines Ai To’os im Jardim Farol in Dili (2019)

In Aitarak befinden sich die brasilianische, die indonesische und die philippinische Botschaft.
Zwischen der Avenida de Portugal und der südlich gelegenen Travessa Sérgio Vieira de Mello liegt in der Nähe des Leuchtturms von Motael der Jardim Farol, der für traditionelle, religiöse Zeremonien genutzt wird. 2019 wurde hier ein Ai To’os zum Schutz des Landes gesetzt. Das hier 1952 errichtete Canto-Resende-Denkmal gedenkt an den Portugiesen Artur do Canto Resende, der 1944 in einem japanischen Internierungslager starb.